# By, Avesta kommun
By eller By kyrkby (det senare är postortens namn) är en småort i Avesta kommun, Dalarnas län och kyrkbyn i By socken.

## Natur
Bysjön, en del av Dalälven, har höga skönhetsvärden och två naturreservat: Bysjöholmarna och Fullsta. Översvämningsmarkerna längs Bysjöns stränder har en rik och ovanlig flora, som brukar kallas ävjebroddsvegetation. Betesmarken längs Bysjöns strand i Fullsta räknas bland de allra mest värdefulla i Dalarnas län i flora och fågelliv.

## By slånkvicku
Varje sommar sedan 1999 anordnas under vecka 30 By slånkvicku. Då arrangeras ett flertal aktiviteter i byn med omgivningar, alltifrån musikarrangemang, temadagar på hembygdsgården och öppet hus på konstnärsateljéer till visningar av Näs kraftverksmuseum och uppstigning i tornet på By kyrka. Namnet slånkvicku kommer från de dialektala orden slånka ("vara overksam") och vicku ("vecka").

## Samhället
By trafikeras av Dalatrafiks linje 202 med flera hållplatser runt samhället.
Två banker har funnits i By, båda med postadress Bredgrind. By sockens sparbank grundades 1871 och uppgick år 1962 i Kopparbergs läns sparbank. Grytnäs och Avesta folkbank öppnade ett kontor i By den 1 december 1903. Folkbanken övertogs år 1914 av Upplands enskilda bank som behöll kontoret i By i några år.

## Personer med anknytning till By
En av Bys stora personligheter är författaren Carl Larsson i By. I senare tid märks konstnären Henrik Olsson.